# أدلبرت إيمز جونيور
أدلبرت إيمز جونيور (بالإنجليزية: Adelbert Ames, Jr.)‏ (19 أغسطس 1880 -3 يوليو 1955) عالم أمريكي قدم مساهمات في الفيزياء، وعلم وظائف الأعضاء، وطب العيون، وعلم النفس، والفلسفة. كان رائدًا في دراسة البصريات الفسيولوجية في كلية دارتموث، فعمل كأستاذ باحث، ثم مديرًا للبحوث في معهد دارتموث للعيون. أجرى بحثًا مهمًا في جوانب الرؤية الثنائية، بما في ذلك الاحولال التدويري، وتفاوت الصورتين. ولعل سبب شهرته يرجع إلى بناء أوهام الإدراك البصري، لا سيما غرفة إيمز ونافذة إيمز. كان أحد أبرز رواد مدرسة علم النفس للمعاملات، وقدم أيضًا مساهمات في علم النفس الاجتماعي.

## سنواته الأولى
ولد أدلبرت إيمز جونيور عام 1880 في لوويل، ماساتشوستس. كان والده، أدلبرت إيمز، جنرالًا في جيش الاتحاد خلال الحرب الأهلية، ومحافظ إعادة الإعمار، وعضو مجلس الشيوخ من ولاية ميسيسيبي، ووالدته، بلانش باتلر إيمز، ابنة الجنرال الأمريكي بنجامين باتلر، وهو قائد عسكري مثير للجدل، وسياسي، ومرشح فاشل للرئاسة الأمريكية. بعيدًا عن خدمته العسكرية والإدارية، حصل الجنرال إيمز على العديد من براءات الاختراع الأمريكية لمبراة الأقلام والأجهزة الميكانيكية الأخرى. كانت شقيقته بلانش إيمز مدافعة عن حق المرأة في التصويت، وكان شقيقه باتلر إيمز سياسيًا وضابطًا في الجيش خلال الحرب الإسبانية الأمريكية. كان ابنه، أدلبرت إيمز الثالث (1921-2018)، أستاذًا لعلم الأعصاب بدرجة تشارلز أنتوني باباس الفخرية، في جامعة هارفارد. في الأوراق البحثية، يُشار إلى أدلبرت إيمز جونيور عادةً باسم أدلبرت إيمز الثاني، لمنع الخلط بينه وبين والده أو ابنه.
التحق إيمز بأكاديمية فليبس، أندوفر، ماساتشوستس، ثم ذهب إلى كلية هارفارد، حيث حصل على شهادة في القانون، وكان المعلمان الأكثر تأثيرًا هما خورخي سانتايانا، وويليام جيمس (الذي خطب ابنته أيضًا، لكنه لم يتزوجها). وبعد أن مارس القانون لعدة سنوات، تخلى إيمز عنه ليصبح رسامًا. لعدة سنوات، أثناء تعاونه مع أخته، بلانش إيمز (التي كانت أيضًا رسامة)، حاول الاثنان تحديد ما إذا كان يمكن تحسين جودة الفن البصري من خلال الدراسة العلمية للرؤية. بدأ إيمز في تحسين معرفته بالمكونات البصرية للعين، مفترضًا أنه بمجرد أن يتقنها، سيعود إلى الرسم. وهذا ما كان، فأتقن دراسته، وأصبحت الرؤية عمل حياته.
ذهب إيمز إلى جامعة كلارك في عام 1914 لدراسة البصريات الفسيولوجية، وهذا ما أعطاه انطباعًا كافيًا ليكون أحد الأعضاء الثمانية عشر المؤسسين لجمعية البصريات الأمريكية في عام 1916. عندما دخلت الولايات المتحدة الحرب العالمية الأولى في عام 1917، خدم لفترة وجيزة كقائد في خدمة الطيران، ثم كمشرف على الورشة الميكانيكية الذي يجري فيه تطوير النماذج الأولية للأدوات. أثناء وجوده في الجيش، واصل دراسته للبصريات، ويرجع ذلك جزئيًا إلى أن أحد الجنود في هذه الورشة وهو تشارلز بروكتور، أستاذ الفيزياء في كلية دارتموث (تعاون معه وأصبح صديقه).

## كلية دارتموث
بعد الحرب، ذهب إيمز إلى كلية دارتموث في عام 1919 للعمل مع بروكتور. قررا بناء نموذج كبير للعين البشرية باستخدام الزجاج لطبقاتها المختلفة، ولأخلاطها المائية، وعدساتها. في عام 1921 أفضى هذا العمل إلى أول ورقة علمية نشرها إيمز، ومُنح درجة الماجستير الفخرية في الآداب، وانتخِب كأستاذ أبحاث في قسم جديد للبصريات الفسيولوجية.
في عام 1923، بدأ إيمز في تعيين موظفين لما كان سيصبح معهد دارتموث للعين. استقدم مصمم العدسات غوردن إتش. غليدن من شركة إيستمان كوداك. انضم المزيد من الموظفين إلى القسم على مر السنين، بما في ذلك كينيث إن. أوغل، الذي عمل معه إيمز على الرؤية التجسيمية، والرؤية الثنائية. انتخب زميلًا في الأكاديمية الأمريكية للفنون والعلوم عام 1928.

## روابط خارجية
- أدلبرت إيمز جونيور على موقع الموسوعة البريطانية (الإنجليزية)